# Gaspar Gómez de la Serna
Gaspar Gómez de la Serna y Scardovi (Barcelona, 3 de noviembre de 1918 - Madrid, 20 de julio de 1974) fue un escritor, jurista y periodista español. Discípulo de Enrique Lafuente Ferrari y primo de Ramón Gómez de la Serna. Sucesivamente "falangista, orteguiano e ilustrado".

## Biografía
Partiendo de una ideología falangista y considerado por algunos sectores como 'cachorro de la Quinta del SEU', se le incluye en el grupo conservador de la generación del 36. Al estallar la guerra civil española se unió a los sublevados contra el gobierno de la Segunda República Española. Fue apresado, encarcelado y liberado al final de la contienda.
Como periodista, colaboró en los diarios ABC, Arriba, Informaciones y Madrid. Fue miembro del consejo redactor de la Revista de Estudios Políticos y uno de los fundadores y secretario de la revista Clavileño. Así mismo, escribió en revistas universitarias como Alférez, La Hora, Alcalá y Finisterre. 
Su adscripción al Gobierno franquista y su perfil de hombre culto le permitieron ser jefe del Departamento de Cultura de Educación Nacional y dirigir la asociación cultural Tiempo Nuevo. También trabajó como secretario de la Universidad Internacional Menéndez Pelayo. Licenciado en Derecho, fue, por oposición, letrado de las Cortes españolas del periodo de la dictadura de Francisco Franco.

## Obras
- Libro de Madrid (1949)
- Cartas a mi hijo (1961)
- Ramón, obra y vida (1963)
- Abreviaturas de Ramón (1963)
- Entrerramones y otros ensayos (1969)
- España en sus episodios nacionales. Ensayo sobre la versión literaria de la Historia (1954)
- Viaje a las Castillas (1957)
- Cuadernos de Soria (1959)
- Toledo (1953)
- La pica en Flandes (1963)
- Madrid y su gente (1963)
- Castilla la Nueva (1964)
- Goya y su España (1969)
- Nueva teoría de Andalucía (1970)
- Ensayos sobre literatura social (1971)
- Los viajeros de la Ilustración (1974)
- Jovellanos, el español perdido (1975)
- Gracias y desgracias del Teatro Real (1975)
- Viaje a Sargadelos (1976)

## Premios
- Premio del Ayuntamiento de Madrid (1949), por Libro de Madrid
- Premio 18 de Julio (1961), por Cartas a mi hijo
- Premio Nacional de Literatura (1963), por Ramón, obra y vida.
- Premio Extremadura de ensayo (1974).